# Stadler Rail
Stadler Rail — швейцарский производитель железнодорожного подвижного состава, с акцентом на региональные поезда и трамваи. Штаб-квартира расположена в Буснанге, Швейцария.
Stadler Rail также специализируется на нишевых продуктах и является одним из последних европейских производителей подвижного состава для зубчатых железных дорог. Холдинговая компания состоит из девяти дочерних компаний, расположенных в Алжире, Германии, Италии, Нидерландах, Австрии, Польше, Швейцарии, Испании, Чехии, Венгрии, Белоруссии и США. Stadler Rail к 2012 году насчитывал около 6 100 сотрудников, в том числе 2750 в Швейцарии, 1200 в Германии, 1000 в Беларуси, 400 в Венгрии и 400 в Польше. Количество персонала увеличилось до 7000 сотрудников к 2017 году. Stadler создал совместное предприятие с азербайджанской компанией International Railway Distribution LLC в 2014 году.
По состоянию на март 2019 года Петер Шпулер владел 80 % акционерного капитала, а RAG Stiftung и ключевые сотрудники — по 10 %. В апреле 2019 года компания была зарегистрирована на Швейцарской бирже, а Шпулер сохранил за собой 40 % акций.

## История
Компания основана в 1942 году, когда Эрнст Штадлер основал инженерное бюро Цюрих Штадлер, которое в 1945 году начало заниматься производством батарей и маневровых локомотивов. В 1962 году компания построила актовый зал в Буснанге, где сегодня находится её штаб-квартира. В 1976 компания изменила своё название на Stadler Fahrzeuge AG, а в 1984 начала заниматься производством рельсовых транспортных средств для перевозки пассажиров. В 1989 компания изменила название PCS Holding.
В 1994 году компания PCS Holding AG изменила своё название на нынешнее Stadler Rail AG.

## Заводы
- Бусснанг (Швейцария); первый завод (с 1962)

Stadler Bussnang AG
- Альтенрейн (Швейцария); приобретен в 1997 году у Schindler Group

Stadler Altenrhein AG
- Панков, Берлин (Германия); приобретен в 2000/2001 у Adtranz

Stadler Pankow GmBH
- Биль / Бьенн (Швейцария); 2004 приобретён на аукционе

Stadler Stahlguss AG
- Седльце (Польша); 2007, приобретён Stadler Polska

Stadler Polska Sp. Z oo
- Вайден-ин-дер-Оберпфальц, с 4 января 2005 года

Stadler Weiden GmbH
- Винтертур (CH); бывший Winpro AG (бывший швейцарский локомотивный завод), приобретённый 7 сентября 2005 года

Stadler Winterthur AG
- Фаниполь (Беларусь); 2014 приобретён

Штадлер Минск
- Солт-Лейк-Сити (Юта (США)); 2015

Stadler US Inc.
- Альбуйшек (Валенсия (Испания)); Подразделение бывшего железнодорожного дивизиона Vossloh (бывшее предприятие MACOSA компании Alstom), приобретенное в 2015 году

Stadler Valencia SAU
- Крайова (Румыния); Совместное предприятие с Electroputere 2019 по производству оборудования для подвижного состава

## Продукция
Для постсоветских стран:
- ЭПг, ЭПр, ЭПм, ДШ1 (FLIRT)
- ЭШ2, ДШ2 (KISS)
- ДП-М (только силовые модули GTW+)
- Stadler M110/M111
- Метелица (трамвай)

Для остальных стран:
- EC250 (SMILE) — высокоскоростной электропоезд.
- FLIRT — электрический,[9] дизельный, двухрежимный или водородный[10] подвижной состав.[11]
- GTW — сочлененный вагон.

С момента приобретения Vossloh España в 2016 году компания Stadler Rail дополнительно производила следующую продукцию:
- Ситилинк — трамвайный поезд, курсирующий в Германии, Испании и Великобритании (Sheffield Supertram Class 399)
- Евро — дизель-электрический локомотив, построенный для европейского рынка
  - Eurolight — облегчённый вариант (Class 68)
  - Евро Dual — электро-дизельный вариант, используется в Соединенном Королевстве (Class 88)

Stadler также построил ряд специальных единиц транспорта для конкретных клиентов, в некоторых случаях включая элементы их стандартных конструкций:
- NExT — индивидуальное производство для Региональной линии Берн-Солотурн в Швейцарии
- Allegra — специальный электропоезд для Ретийской железной дороги в Швейцарии
- Ee 922 — маневровый электровоз, построенный для Швейцарских федеральных железных дорог.
- Eem 923 — гибридный электродизельный маневровый локомотив, построенный для Швейцарских федеральных железных дорог.
- Полумодульный легкорельсовый подвижной состав для Forchbahn и Трогенербана в Швейцарии.[9][16]
- Подвижной состав для зубчатых железных дорог для Венгернальпбан, Юнгфраубан и Роршах-Хайден-Бан в Швейцарии, железной дороги Монтсеррат и железной дороги Валль-де-Нурия в Испании, а также железной дороги Диакоптон-Калаврита в Греции.
- He 4/4 для бразильской компании MRS, самый мощный зубчатый локомотив в мире.
- Пока еще не названные двухуровневые вагоны Rocky Mountaineer . По конструкции вагоны будут похожи на Colorado Railcar Ultra Dome.[17]
- Строящийся беспилотный подвижной состав для метро Глазго.[18][19][20][21]
- Электропоезда класса 777 для пригородных перевозок Ливерпульского метрополитена.[22][23]
- 354 вагона CQ400 для системы железных дорог MARTA в Атланте, штат Джорджия.[24]
- 42 поезда с 5 вагонами для системы метро Тайна и Уира с опционом еще на 4.[25]
- Capricorn: электропоезд[26]